# Sept Ans d'aventures au Tibet (film)
Cet article concerne le film documentaire de 1959. Pour le film de 1997, voir Sept Ans au Tibet. Pour le livre adapté, voir Sept Ans d'aventures au Tibet. Pour la chanson, voir Seven Years in Tibet (chanson).
Pour plus de détails, voir Fiche technique et Distribution.
Sept Ans d'aventures au Tibet (Seven Years in Tibet) est un film britannique réalisé par Hans Nieter, sorti en 1959.

## Synopsis
Le film est une adaptation du récit de voyage du même nom de Heinrich Harrer.

## Fiche technique
- Titre : Sept Ans d'aventures au Tibet
- Titre original : Seven Years in Tibet
- Réalisation : Hans Nieter
- Scénario : Mary Beales, George Campey et Walter Ulbrich d'après le récit de voyage Sept Ans d'aventures au Tibet de Heinrich Harrer
- Musique : Thomas Rajna
- Photographie : Basil Gould, Heinrich Harrer et Peter Hennessy
- Montage : Michael Orrom
- Production : Hans Nieter et Walter Ulbrich
- Société de production : Seven League Productions
- Pays :  Royaume-Uni
- Genre : Documentaire
- Durée : 79 minutes
- Dates de sortie : 
  -  Allemagne de l'Ouest : 17 avril 1959

## Distinctions
Le film a été présenté en sélection officielle en compétition au Festival de Cannes 1956.